# João Valente Filho
João Valente Filho (Bauru, 1949 - Salvador, 2011) foi um arquiteto e urbanista brasileiro.
Valente foi o projetista da Ponte Octávio Frias de Oliveira entre outras obras de grande porte ao qual projetou ao longo de sua vida. O arquiteto fazia parte do quadro do Instituto de Arquitetos do Brasil e além da ponte estaiada de São Paulo, foi responsável por diversas obras, como: projeto do Paço Municipal para Prefeitura Municipal de Campos do Jordão, projeto do Centro Olímpico de Sertãozinho, entre outros.
Era formado pela Faculdade de Arquitetura e Urbanismo da Universidade de São Paulo (graduado em 1975) e tinha pós-graduação em mestrado em Estruturas Ambientais Urbanas, concluído em 1986, pela mesma instituição.
João Valente Filho viveu sua infância e juventude na cidade de Bebedouro, interior do Estado de São Paulo. Faleceu na capital baiana, no dia 20 de agosto de 2011, quando participava de um simpósio sobre arquitetura e construções sustentáveis.